# Joe Fry
Joe Fry (Chipping Sodbury, 26 oktober 1915 – Blandford Camp, 29 juli 1950) was een Britse Formule 1-coureur.
Fry reed één Grand Prix; de Grand Prix van Groot-Brittannië van 1950 voor het team van Maserati.